# Neuer Markt 15 (Stralsund)
Das Haus mit der postalischen Adresse Neuer Markt 15 ist ein denkmalgeschütztes Gebäude am Neuen Markt im Stralsunder Stadtgebiet Altstadt.

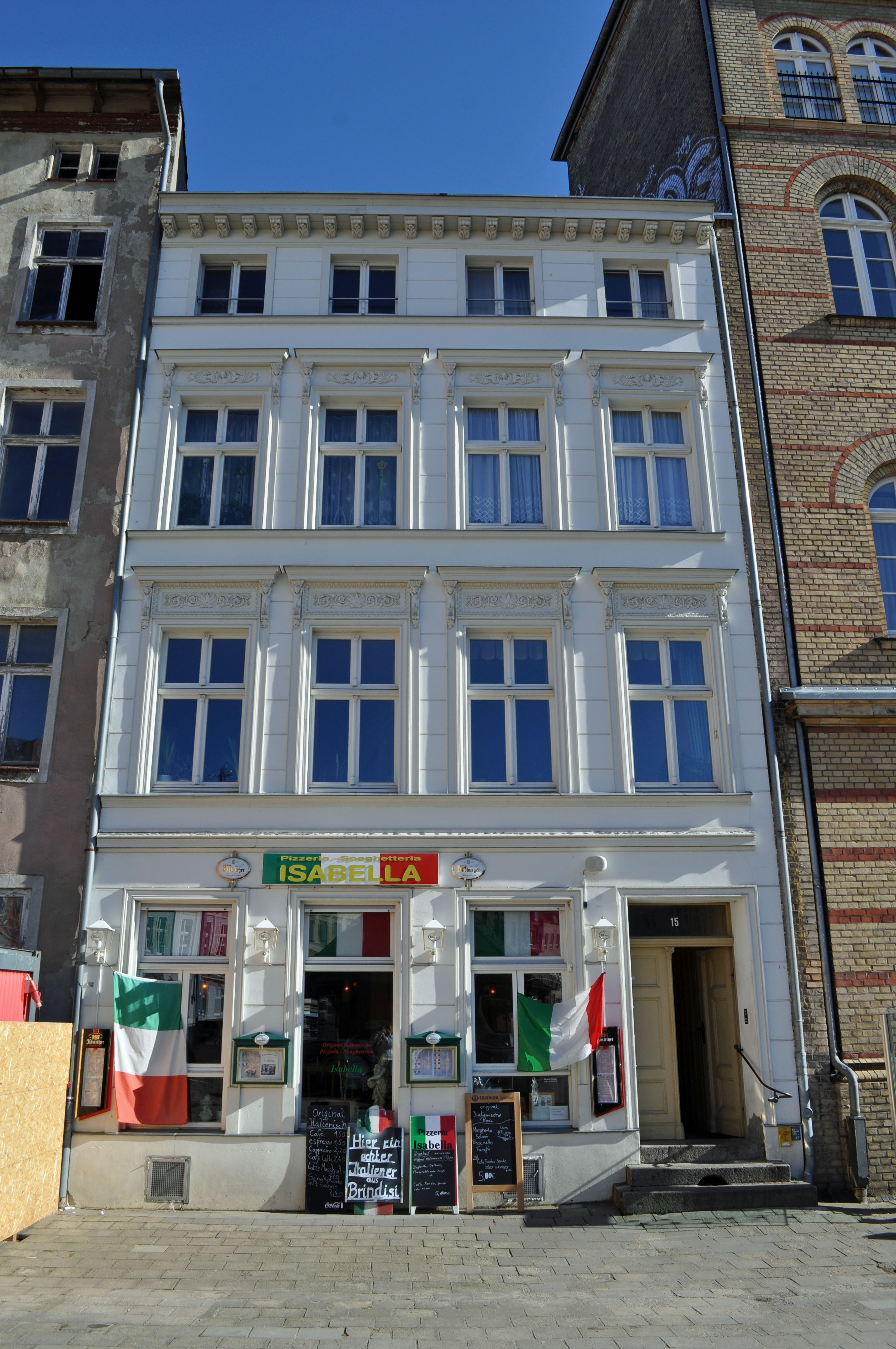
Das Haus Neuer Markt 15 in Stralsund (2012)

Das hier ursprünglich stehende zweigeschossige Giebelhaus wurde im Jahr 1867 umfangreich umgebaut. Dabei entstand der heutige dreieinhalbgeschossige und vierachsige, traufenständige Putzbau. Über den Fenstern des ersten Obergeschosses wurde Stuckornament angebracht. Im Jahr 1967 wurde das Halbgeschoss mit Rundfenstern ausgebaut. Bei einer Sanierung Ende der 2000er Jahre wurden die Rundbogenfenster wieder ausgetauscht; auch die Fenster des zweiten Obergeschosses erhielten eine Stuckverzierung.
Das Haus liegt im Kerngebiet des von der UNESCO als Weltkulturerbe anerkannten Stadtgebietes des Kulturgutes „Historische Altstädte Stralsund und Wismar“. In die Liste der Baudenkmale in Stralsund ist es mit der Nummer 604 eingetragen.